# Pandolfo da Lucca
Pandolfo da Lucca, spesso riportato erroneamente come Pandolfo Masca (Lucca, 1140 circa – Lucca, 1210), è stato un cardinale e diplomatico italiano.

## Confusione sull'origine
Questo ecclesiastico lucchese è stato a lungo, erroneamente, ritenuto un membro della nobile famiglia pisana dei Masca. Questo errore viene fatto risalire all'opera di Alfonso Ciacconio e fu ripetuto nel corso dei secoli successivi. Solo nel 1844 l'abate Domenico Barsocchini riuscì a confutare l'origine pisana di Pandolfo, dimostrando come fosse in realtà nativo di Lucca e figlio di un certo Pietro di Roberto.

## Biografia

### Da canonico a membro della Curia
Nelle fonti documentali, Pandolfo viene menzionato per la prima volta il 12 agosto 1171, data in cui è già canonico diacono della cattedrale di San Martino di Lucca. Entro il 9 agosto 1173 conseguì il titolo di magister (probabilmente in studi giuridici), col quale apparirà in tutti i documenti successivi. Negli anni successivi svolse diversi incarichi di rappresentanza per conto della diocesi lucchese.
Il 18 dicembre 1182, a Velletri, Pandolfo fu creato cardinale presbitero dei Santi XII Apostoli da papa Lucio III, del quale divenne stretto collaboratore, accompagnandolo nei suoi spostamenti. Alla morte del pontefice, avvenuta a Verona il 25 novembre 1185, fu proprio Pandolfo a pronunciarne l'orazione funebre. È molto probabile abbia mantenuto un rapporto di collaborazione anche con i due papi successivi (Urbano III e Gregorio VIII) nei loro brevi pontificati, mentre è certa la sua presenza al fianco di Clemente III e di Celestino III. Sotto quest'ultimo partecipò alla canonizzazione di Giovanni Gualberto il 1 ottobre 1193, dove viene menzionato come primo tra i cardinali presbiteri.

### L'attività legatizia
Nel marzo 1196, Pandolfo fu inviato nella Repubblica di Genova come legato apostolico per fare da mediatore e paciere in una disputa tra i genovesi e i pisani sul controllo della Sardegna, dove le politiche aggressive di Guglielmo di Massa, supportato da Ubaldo Lanfranchi (legato apostolico permanente in Sardegna) e dal governo pisano, stavano mettendo a repentaglio gli interessi genovesi nell'isola. Le trattative si tennero a Lerici, ma dopo oltre un mese i negoziati si conclusero con un nulla di fatto. Ciò tuttavia non ebbe ripercussioni sulla carriera da diplomatico di Pandolfo. Già nella primavera del 1197 infatti, fu nuovamente inviato come legato per difendere gli interessi pontifici in Toscana, dove risolse alcune cause ecclesiastiche e dove fu raggiunto, in seguito alla morte dell'imperatore Enrico VI,da  un secondo legato: il cardinale Bernardo di San Pietro in Vincoli.
I due svolsero una febbrile attività diplomatica, che portò in poche settimane alla costituzione, l'11 novembre 1197, della Societas et concordia inter civitates Tuscie et episcopos et comites et castella et burgos, meglio nota come Lega di San Genesio, un'alleanza in funzione anti-imperiale fra le maggiori città e signorie toscane. Nelle settimane successive vi aderirono anche altre città, vescovati e famiglie comitali, con la grande eccezione di Pisa, che per il suo rifiuto fu messa sotto interdetto dai due cardinali. Nel gennaio 1198, Pandolfo e Bernardo inviarono a Roma il priore di San Frediano, Giovanni da Velletri, per aggiornare Innocenzo III (succeduto nel frattempo a Celestino III) sull'andamento della loro attività e per sottoporgli il testo del giuramento della lega. Innocenzo, tuttavia, rifiutò di approvare la Societas, ritenendola un ostacolo alle rivendicazioni della Santa Sede sulle terre toscane e sostenendo che "in plerisque capitulis nec utilitatem contineat nec sapiat honestatem", e rimandò Giovanni in Toscana con una serie di disposizioni da comunicare ai due legati, tra le quali la riformulazione degli accordi di San Genesio e l'immediata rimozione dell'interdetto su Pisa. Il pontefice confermò inoltre il mandato legatizio di Pandolfo e Bernardo, ma limitò fortemente il loro potere d'azione per il tempo a venire. I due vennero poi incaricati di recarsi a Spoleto per assistere la popolazione locale sollevatasi contro il duca Corrado di Urslingen, ma la questione fu poi gestita da altri due legati. Pandolfo rimase invece in Toscana fino al termine del 1198.

### Gli ultimi anni e la morte
Agli inizi del 1199, Pandolfo rientrò in Curia, dove si occupò di dirimere alcune cause ecclesiastiche e di controfirmare alcuni privilegi papali. Verso la fine del 1201, si ritirò nella natia Lucca, dove, nel corso degli anni, fece ingenti donazioni alle chiese locali. Morì probabilmente nella sua città natale nella seconda metà del 1210.

## Conclavi
Durante il periodo del suo cardinalato Pandolfo partecipò a quattro conclavi:
- conclave del 1185, che elesse papa Urbano III
- conclave dell'ottobre 1187, che elesse papa Gregorio VIII
- conclave del dicembre 1187, che elesse papa Clemente III
- conclave del 1191, che elesse papa Celestino III